# Rudolf Ernest Langer
Rudolf Ernest Langer (8 mars 1894 - 11 mars 1968) est un mathématicien américain, connu pour la correction de Langer et en tant que président de la Mathematical Association of America.

## Carrière
Langer est le frère aîné de William L. Langer, et obtient son doctorat en 1922 à l'Université Harvard sous la direction de George David Birkhoff. Il enseigne les mathématiques au Dartmouth College de 1922 à 1925. De 1927 à 1964, il est professeur de mathématiques à l'Université du Wisconsin à Madison et, de 1942 à 1952, directeur du département de mathématiques. De 1956 à 1963, il est directeur du Centre de recherche en mathématiques de l'armée ; il est remplacé comme directeur par John Barkley Rosser. Il est le directeur de thèse d'Homer E. Newell Jr. et Henry Scheffé.